# Ta'u
Ta'u es el nombre de la isla más grande del grupo de las Islas Manu'a y la isla volcánica más oriental de las islas de Samoa. Ta'u forma parte del territorio dependiente de la Samoa Americana. En el siglo XIX, la isla fue llamada a veces Opoun.
La cumbre de la isla, llamado Montaña  Lata (Lata Mountain), está a una altitud de 931m, por lo que es el punto más alto en la Samoa Americana. La última erupción volcánica conocida en las Islas Manu'a fue en 1866, en la cordillera submarina que se extiende hacia el Oeste cerca de Ofu-Olosega.
Administrativamente, la isla está dividida en tres condados: el condado de Faleasao, el condado de Fitiuta, y el condado de Ta'u. Junto con las islas Ofu y Olosega, Ta‘ū forma parte del distrito Manu'a.
El área de la isla es de 47.5 km², con una población de 873 habitantes según el censo del año 2000, y 790 en 2010.

## Electricidad
En diciembre de 2016 se terminó una instalación eléctrica alternativa, consistente en 5328 paneles fotovoltaicos que suministran 1,4 MW a 60 PowerPacks de 100 kWh sumando una capacidad total de almacenamiento de 6 MWh. La isla puede mantener el suministro durante 3 días completos sin sol. Con 7 horas de sol el sistema se recarga al 100% de su capacidad. Hasta entonces la isla producía su electricidad con generadores diésel y cada uno consumía 414.500 litros de diésel al año.

## Margaret Mead
Ta‘ū  es conocida por ser el lugar donde la antropóloga de 23 años, Margaret Mead realizó su tesis sobre las costumbres de Samoa en los años 20, trabajo publicado en 1928 como Adolescencia, Sexo y Cultura en Samoa.